# فاتون توسكي
فاتون توسكي (بالألمانية: Faton Toski)‏ (مواليد 17 فبراير 1987 في غنييلاني - يوغوسلافيا) لاعب كرة قدم ألماني يلعب حاليا لصالح نادي الدرجة الأولى نادي بوخوم الألماني منذ 1994 في مركز الوسط الأيسر كما يجيد اللعب في مركز الظهير الأيسر .

## روابط خارجية
- فاتون توسكي على موقع قاعدة بيانات كرة القدم.إي يو (الإنجليزية)
- فاتون توسكي على موقع بيانات كرة القدم. دي إي (الألمانية)
- فاتون توسكي على موقع ناشيونال فوتبول تيمز (الإنجليزية)
- فاتون توسكي على موقع Soccerway.com (الإنجليزية)
- فاتون توسكي على موقع عالم كرة القدم.نت (الإنجليزية)
- فاتون توسكي على موقع كووورة